# Давид, Аренео
Аренео Давид (англ. Areneo David; род. 6 июня 1995, Лилонгве) — лучник из Малави, специализирующийся в стрельбе из олимпийского лука. Участник Олимпийских игр.

## Биография
Аренео Давид родился 6 июня 1995 года.

## Карьера
Аренео Давид выступил на чемпионате мира 2015 года в Копенгагене, заняв лишь 201-е место.
Аренео Давид стал первым в истории Малави лучником на Олимпийских играх. Это произошло в 2016 году, когда он был выбран комиссией, получив таким образом путёвку на Игры. В рейтинговом раунде Аренео Давид стал 62-м из 64 спортсменов, попав на итальянца Давид Паскуалаччи и проиграл ему со счётом 0:6 по сетам.
В 2019 году выступил на чемпионате мира в Хертогенбосе, заняв 186-е место. В том же году он принял участие на Африканских играх в Сале, где дошёл до четвертьфинала в личном первенстве и стал девятым в команде.
До пандемии коронавируса лучник тренировался в Лозанне, но был вынужден вернуться домой. Он отмечал, что дома стрелять не рисковал, так как боялся нанести случайную травму находящимся рядом людям. Это сильно усложняло тренировочный процесс.
В 2021 году Аренео Давид принял участие на этапе Кубка мира в Лозанне, проиграв в первом раунде плей-офф и заняв 57-е место. На Олимпийских играх в Токио Аренео Давид занял последнее, 64-е место, в рейтинговом раунде, и в первом поединке плей-офф проиграл корейцу Ким Дже Доку.